# Amaralina
Amaralina es un municipio brasilero del estado de Goiás. Su población estimada en 2004 era de 3.108 habitantes.